# Верхній Віков
Ве́рхній Ві́ков, Вікову-де-Сус (рум. Vicovu de Sus) — місто у повіті Сучава в Румунії.

## Географія
Місто розташоване на відстані 389 км на північ від Бухареста, 53 км на північний захід від Сучави. Неподалік від міста розташований пункт пропуску на кордоні України з Румунією Вікову де Сус—Красноїльськ.
У селі річка Лаура впадає у Сучаву, праву притоку Серету.

## Історія
За переписом 1900 року в селі Віків Горішній Радівецького повіту були 1417 будинків, проживали 6892 мешканці: 16 українців, 6177 румунів, 137 німців, 365 євреїв, 69 поляків та 23 особи інших національностей.

## Адміністративний устрій
Адміністративно місту також підпорядковане село Біволеріє (населення 2959 осіб, 2002 рік).

## Населення
За даними перепису населення 2002 року у місті проживали 14 125 осіб.
Національний склад населення міста:
| Національність | Кількість осіб | Відсоток |
| -------------- | -------------- | -------- |
| румуни         | 13736          | 97,2 %   |
| цигани         | 377            | 2,7 %    |
| українці       | 7              | < 0,1 %  |
| німці          | 4              | < 0,1 %  |
| угорці         | 1              | < 0,1 %  |

Рідною мовою назвали:
| Мова       | Кількість осіб | Відсоток |
| ---------- | -------------- | -------- |
| румунська  | 14112          | 99,9 %   |
| українська | 7              | < 0,1 %  |
| циганська  | 3              | < 0,1 %  |
| німецька   | 1              | < 0,1 %  |

Склад населення міста за віросповіданням:
| Релігія       | Кількість осіб | Відсоток |
| ------------- | -------------- | -------- |
| православні   | 11166          | 79,1 %   |
| п'ятдесятники | 2751           | 19,5 %   |
| баптисти      | 179            | 1,3 %    |
| адвентисти    | 11             | 0,1 %    |
| римо-католики | 6              | < 0,1 %  |
| бретрени      | 4              | < 0,1 %  |
| старообрядці  | 3              | < 0,1 %  |
| не релігійні  | 3              | < 0,1 %  |
| реформати     | 1              | < 0,1 %  |